# Vierville-sur-Mer
Vierville-sur-Mer é uma comuna francesa na região administrativa da Normandia, no departamento Calvados. Estende-se por uma área de 6,4 km². Em 2010 a comuna tinha 232 habitantes (densidade: 36,3 hab./km²).